# Cubo 6×6×6

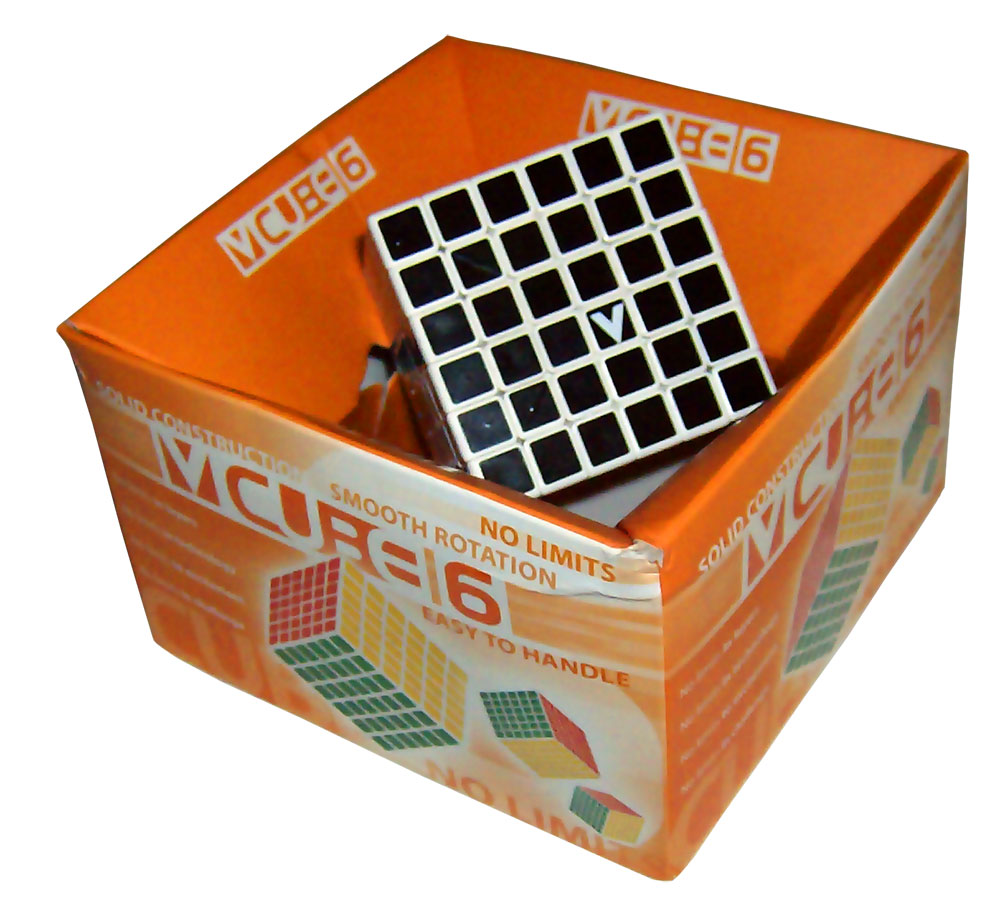
V-Cube 6 nella scatola.

Si definisce Cubo 6×6×6 quel twisty puzzle di forma cubica i cui punti di rotazione si trovano al centro delle facce, come nel cubo di Rubik, con la differenza che ogni faccia è divisa in 6×6 = 36 tasselli colorati. Inventato dal greco Panagiotis Verdes, è stato realizzato e commerciato dalla azienda V-Cube, con un meccanismo diverso rispetto a quello dei cubi più piccoli e con il nome di V-Cube 6. Il cubo è acquistabile in Italia esclusivamente nei negozi on-line appositi, tra cui lo stesso v-cubes.com.

## Risoluzione

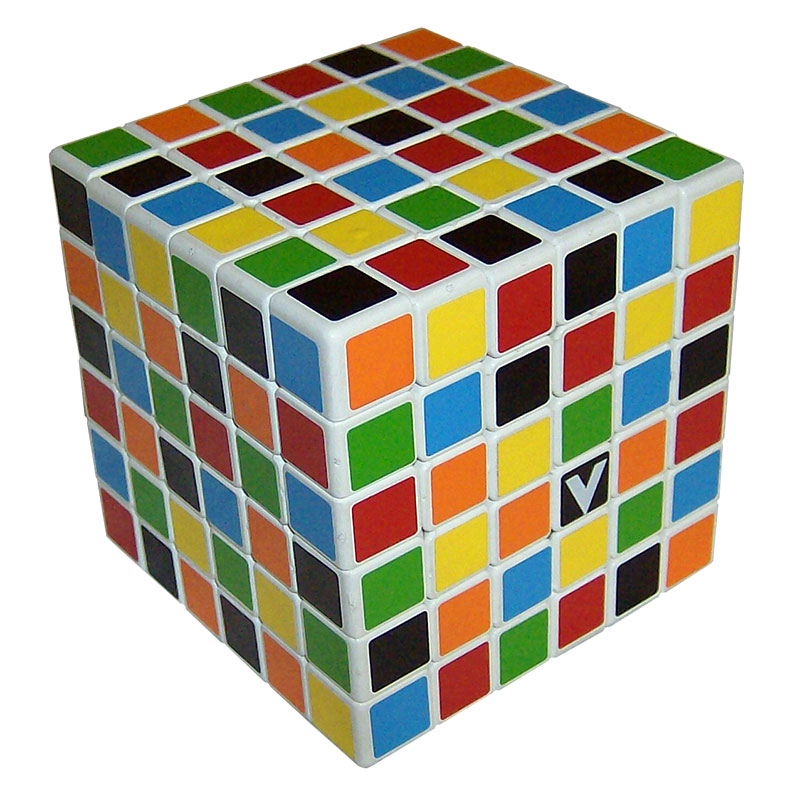
V-Cube 6 scombinato.

Come per tutti i big cubes, ossia quei cubi con meccanismo simile ma di ordine superiore al cubo di Rubik, il metodo più classico è quello di riduzione. In questo metodo si risolvono dapprima i 16 pezzi centrali di ogni faccia, poi si compongono gli spigoli del cubo unendo i 4 pezzi, infine si risolve il cubo come se fosse un cubo 3×3×3, con eventuali errori di parità.

## Combinazioni
Il numero di combinazioni possibili è dato da:
{\displaystyle {\frac {8!\times 3^{7}\times 24!^{6}}{4!^{24}\times 24}}\approx 1.57\times 10^{116}}
Il numero preciso è pari a 157 152 858 401 024 063 281 013 959 519 483 771 508 510 790 313 968 742 344 694 684 829 502 629 887 168 573 442 107 637 760 000 000 000 000 000 000 000 000.

## Record
Il record mondiale per la risoluzione singola è dello speedcuber americano Max Park: questa risoluzione singola è stata oltretutto la prima risoluzione del Cubo 6x6x6 sotto il minuto di tempo in una competizione ufficiale WCA, con 58.03 secondi, completata durante i Western Championship 2024. Per la media di tre risoluzioni, il record è sempre di Max Park con una media di 1:05.66: con le tre risoluzioni rispettivamente di 1:09.34, 1:09.61, 58.03